# Bartolomeu Constantin Săvoiu
Bartolomeu Constantin Săvoiu (Bucarest, 18 febbraio 1945) è un generale romeno.

## Biografia
Generale della Forțele Terestre Române, è Gran Maestro della Gran Loggia Nazionale Romena 1880 (M.L.N.R. 1880).
È anche cittadino francese.  Nel 2017 fondò e divenne il primo presidente dell'Alleanza Ordine e Legge, un partito di centro-destra che si riproponeva di difendere l'identità nazionale romena e le radici giudaico-cristiane del Paese e dell'Europa.
Săvoiu è l'unico erede spirituale designato da Licio Gelli. Ha inoltre fondato la Nuova Loggia Propaganda Massonica 3 (P3), proponendosi come continuazione della loggia P2 di Gelli.